# 北区 (新潟市)
北区（きたく）は、新潟市を構成する行政区のひとつ。市域北東部を流れる阿賀野川の右岸側に位置する行政区である。

## 概要

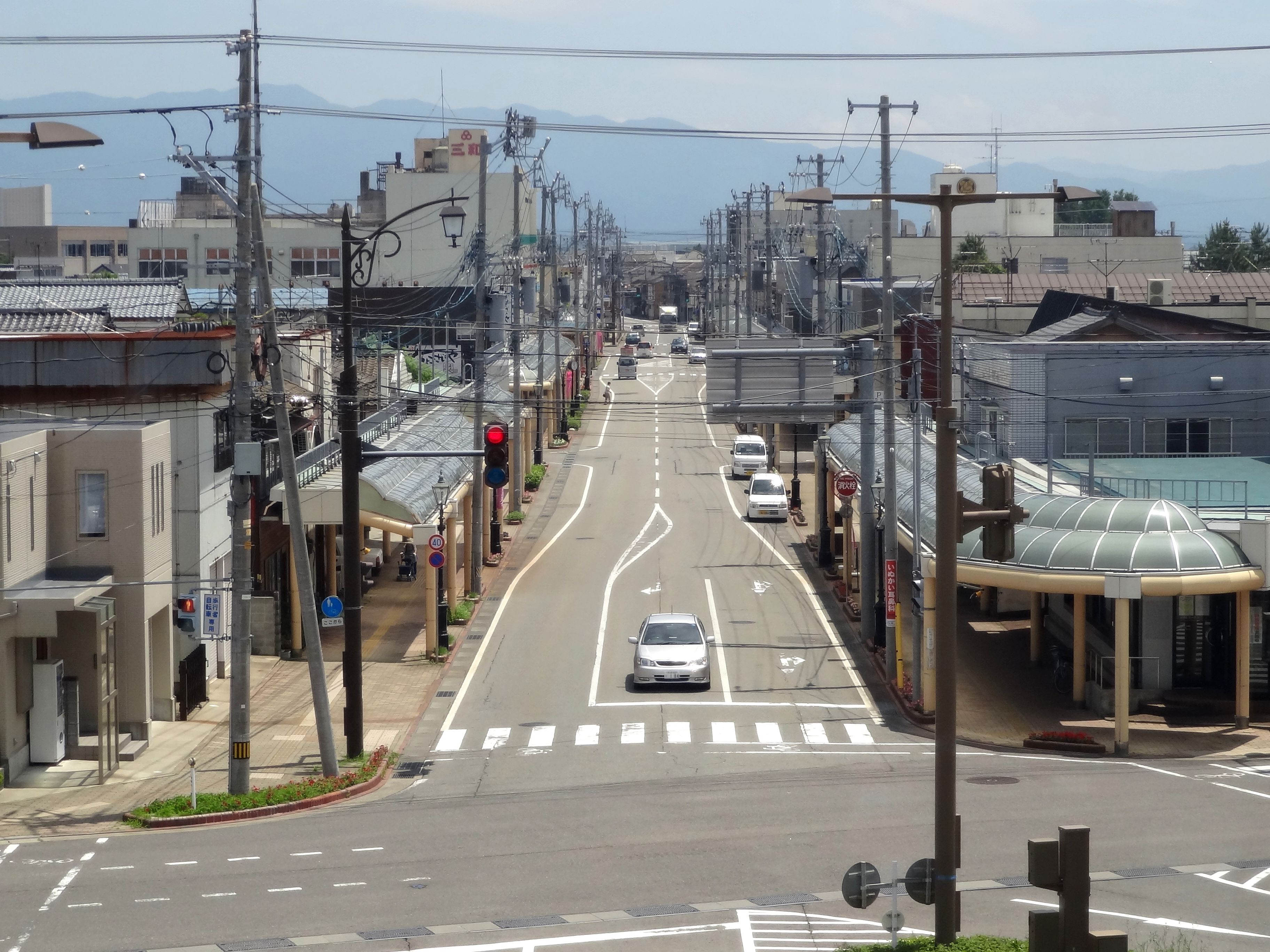
豊栄駅前。2000年代初頭に歩道部にアーケードが整備された

東区の北東に位置し、新潟市中心部から見て最北部の行政区である。地理的には新潟市の東端にあたり、区域のほとんどは東区よりさらに東側にある。
平成の大合併前から新潟市域であった北地区（松浜、濁川、南浜地域）と、同合併時に編入された旧豊栄市域で主に構成され、区役所は旧豊栄市域に置かれている。
なお区域にはこの他、新潟市石山地区事務所管内であった細山の一部、旧横越町域であった横越・小杉の各一部、及び十二前も含まれる。また松浜町は阿賀野川を挟んで東西にあるが、このうち左岸側は東区中地区（下山地域）に属している。
面積
107.85 km2
人口
新潟8区の中では5位。
イメージカラー
田園や海岸に広がる松林、福島潟のオニバスなど、豊かな自然を意味する「ネイチャーグリーン」。市が2007年（平成19年）3月に策定した「新・新潟市総合計画」で示された区の将来像は『豊かな自然の中で人やものが交流する、安全で活力あふれるまち』。

## 地理
日本海東北自動車道、国道7号（新新バイパス）、国道113号、JR白新線等により新潟市都心部から比較的交通アクセスが良い。
越後平野が広がっており、区内で最も標高の高い地点でも30 mに満たない。海側の松浜・南浜地区は新潟砂丘の砂丘列が何本も横切るため比較的標高が高いが、一方で内陸部は大半が標高0-4 mと低く、帯状にできた僅かな自然堤防の微高地に古くからの居住地が形成されてきた。高度成長期以降には盛土による宅地開発により後背湿地にも市街地が拡大した。低地ゆえに1966年（昭和41年）の7.17水害（下越水害）や1967年（昭和42年）の8.28水害（羽越豪雨）、1998年の8.4水害（平成10年8月新潟豪雨）など幾度となく水害に苦しめられてきたが、それらを受けて新井郷川の排水機場や福島潟放水路など排水施設の整備が進んだため、2000年代以降の豪雨の際は大きな浸水被害は発生していない。
海岸部（島見浜）では海水浴が可能。南東端にある福島潟はかつて大きな潟であったが、近世以降に干拓が進み面積が縮小。近年は水の公園福島潟として観光用に整備・保全されている。

## 地域
旧豊栄市の区域である「豊栄地区」と旧新潟市の「北地区」で構成される。なお、豊栄地区は区域が広大であるため、旧豊栄市の地区割りに準拠し、「葛塚地区」、「木崎地区」、「岡方地区」、「長浦地区」として記載する。

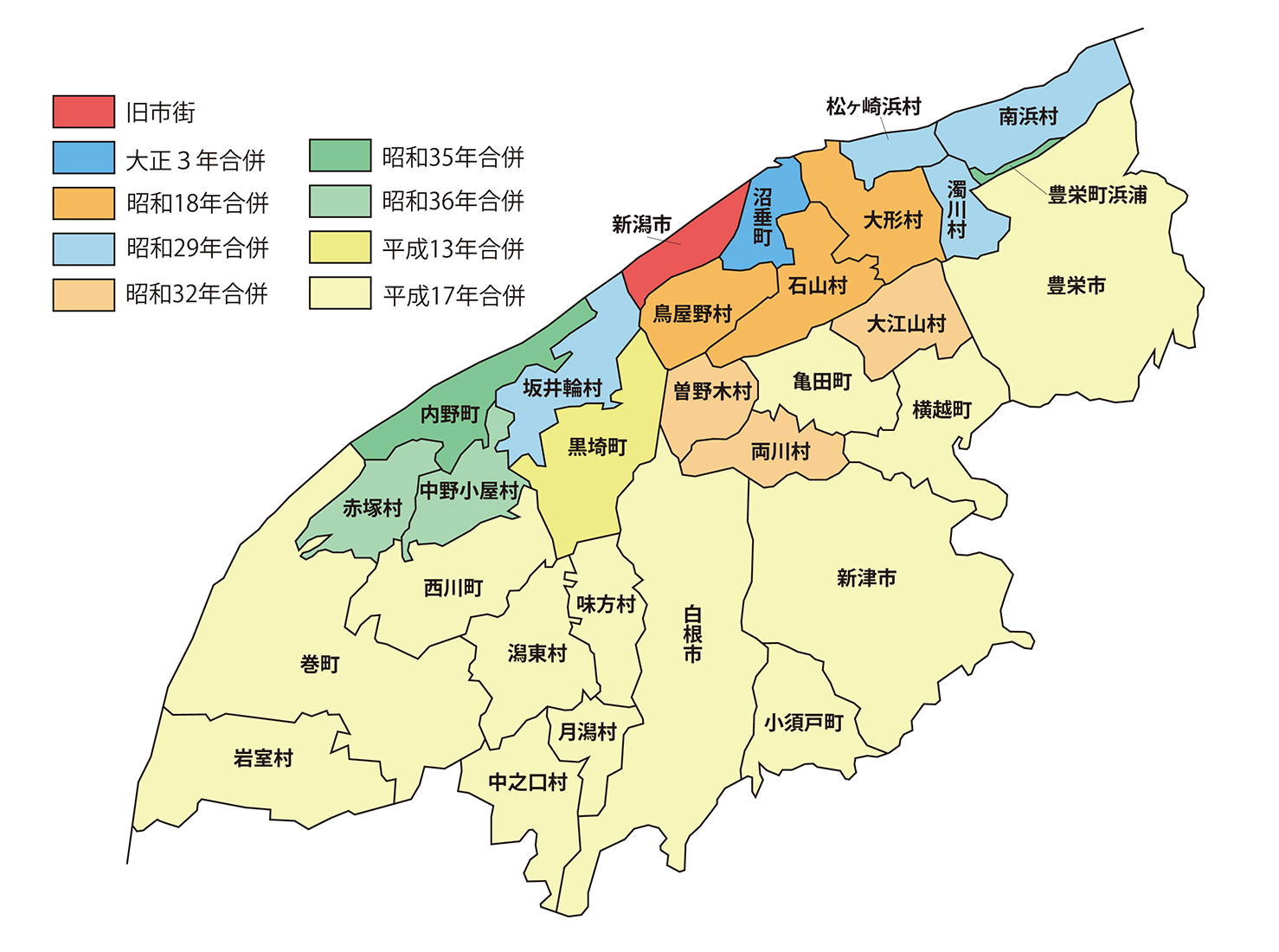
新潟市の編入市町村。右上が北区域。旧豊栄市内の旧町村域については市の資料を参照。

### 地区

#### 葛塚地区
- 葛塚
- 太田
- 嘉山
- 前新田
- 新鼻

| 1957年（昭和32年）まで定期市（六斎市）が開かれていた葛塚本町通り（2020年4月撮影）葛塚市は1761年（宝暦11年）に幕府から認可を受けて始まったものである。  |  | 定期市の移転先となった常盤町通り。現在でも5・10のつく日に開催される（2020年8月。開催日に撮影）かつては堀のある歓楽街だった。  |
| 1957年（昭和32年）まで定期市（六斎市）が開かれていた葛塚本町通り（2020年4月撮影） 葛塚市は1761年（宝暦11年）に幕府から認可を受けて始まったものである。 |  | 定期市の移転先となった常盤町通り。現在でも5・10のつく日に開催される（2020年8月。開催日に撮影） かつては堀のある歓楽街だった。 |

区の中心は豊栄駅周辺の葛塚（）を中心とした葛塚地域。古くからの市街地で、月に6回以上は市（五十市）も開かれる。この葛塚を中心として商業地・住宅地の開発が進捗した。1970年代後半以降は豊栄駅北側でも開発が進み、現在では住宅地や商業地となっている。豊栄駅北西部の柳原、豊栄新潟東港IC周辺のかぶとやまの2地区は大型ショッピングセンターを中心とした郊外型店舗の集積地となっている。また駅東側の太田（字法花鳥屋）には、小規模ながらも地元スーパーを中核としたショッピングタウンを形成している。これは、マイカルが運営するショッピングセンター「豊栄サティ」が親会社の経営難により閉店した跡地を利用したものである。

#### 木崎地区
| - 鳥屋 - 仏伝 - 早通 - 下早通 - 須戸 | - 木崎 - 内島見 - 樋ノ入 - 浦ノ入 - 笹山 | - 下大谷内 - 横土居 - 笠柳 - 横井 |

かつて新発田街道や新発田川の交通拠点・宿場として栄えた木崎を中心とする地域。南部の早通地区では1960年代に県営アパートなどが建設されたのを機に、早通駅を中心とした宅地開発が急速に進んだ（詳細は早通駅#駅周辺を参照）。また1970年代からは新新バイパスの開通を前に旧国道7号沿いで「尾山ニュータウン」などの宅地開発が進んだ。いずれも交通の利便性を活かし、一躍新潟市のベッドタウンへと成長した。

#### 岡方地区
| - 長戸呂 - 平林 - 十二 - 山飯野 - 灰塚 | - 大迎 - 大瀬柳 - 大久保 - 太子堂 | - 高森 - 三ツ屋 - 森下 - 高森新田 |

南西部の岡方地域は大規模な宅地開発が行われておらず、県道など幹線道路沿いに集落が続いている。

#### 長浦地区
| - 内沼 - 大月 - 長場 - 岡新田 | - 上堀田 - 下堀田 - 上大月 - 里飯野 | - 浦木 - 上土地亀 - 下土地亀 |

南東部の長浦地域では、葛塚地区と新井郷川を挟んで隣接している川西地域が葛塚小学校の移転、美里地域が光晴中学校の新設を契機に宅地開発が行われた程度であり、その他は県道など幹線道路沿いに集落が続いている。

#### 北地区
| - 松浜 - 島見町 - 太夫浜 - 神谷内 | - 太郎代 - 濁川 - 新崎 | - 名目所 - 松潟 - 浜浦 |

区北部の日本海沿いに位置し、平成の大合併前から新潟市であった地域である。北地区はさらに3地域に細分され、最も大きな市街地を有するのが松浜地域である。

#### 松浜地域
旧松ヶ崎浜村の阿賀野川右岸側であり、新潟市への編入後は北地区の行政・商業の中心地となっている。松浜漁港があり、松浜では近代以降現在に至るまで定期市が開かれている。阿賀野川と新井郷川分水路に挟まれた中洲に商店街や住宅地が集積しており、その後は松浜の市街地周辺で宅地開発が進められた。新井郷川分水路右岸側には三菱ガス化学の工場がある。

#### 濁川地域
松浜地域の南に位置する濁川地域は、かつては農村部だった。しかし1970年代から新崎駅北側で大手不動産会社などにより宅地開発が進められた。駅南側には県と市により開発された新崎金属工業団地があり、各種製品やセメントなどの製造拠点が設けられた。さらに1990年代以降は駅南側でも住宅開発が進んだ。

#### 南浜地域
松浜地域の東に位置する南浜地域は砂丘と水田が広がる農村部だが、松浜に隣接する太夫浜地区では1980年代後半から「陽光ニュータウン」などの宅地開発が進んだ。区の北東端、南浜地区の島見町・太郎代、豊栄地区の横土居は新潟東港の区域。港周辺には物流団地や工業団地などが整備されている。

### 住居表示
住居表示は、豊栄地区では葛塚中心部と早通、木崎の尾山ニュータウン内、北地区では松浜、濁川、南浜地域の各一部（市街地および住宅地）で施行されている。但し豊栄地区(特に旧葛塚町一帯)では、住居表示施行未施行にかかわらず、「中嘉山」「下町」「稲荷浦」「月見町」などといった自治会名もよく使われており、投票所やごみ収集の区域割りに利用されている。
豊栄地区には東栄町（とうえいちょう）、北地区には東栄町（ひがしさかえまち）が存在する。両地域は距離が離れており、前者は住居表示を実施済で区役所・文化会館・図書館等を抱える文教地区・住宅街、後者は住居表示を未実施で、競馬場厩舎街である。

### 飛地
阿賀野川左岸側の、現在江南区の区域となっている大江山地区と横越地区には同河川の右岸側に飛地があり、このうち細山と十二前は、政令市移行後から北区豊栄地区（岡方地域）の区域となっている。これらは大正時代から昭和時代初頭にかけて行われた阿賀野川の河道改修で、流路が直線化されたことによって飛地となったものである（改修の経緯は阿賀野川#阿賀野川水系の総合開発を参照。また江南区の飛地は江南区 (新潟市)#飛地を参照）。なお、これら飛地の行政業務の一部は、現在も江南区の管轄下で行われている。

### 公園

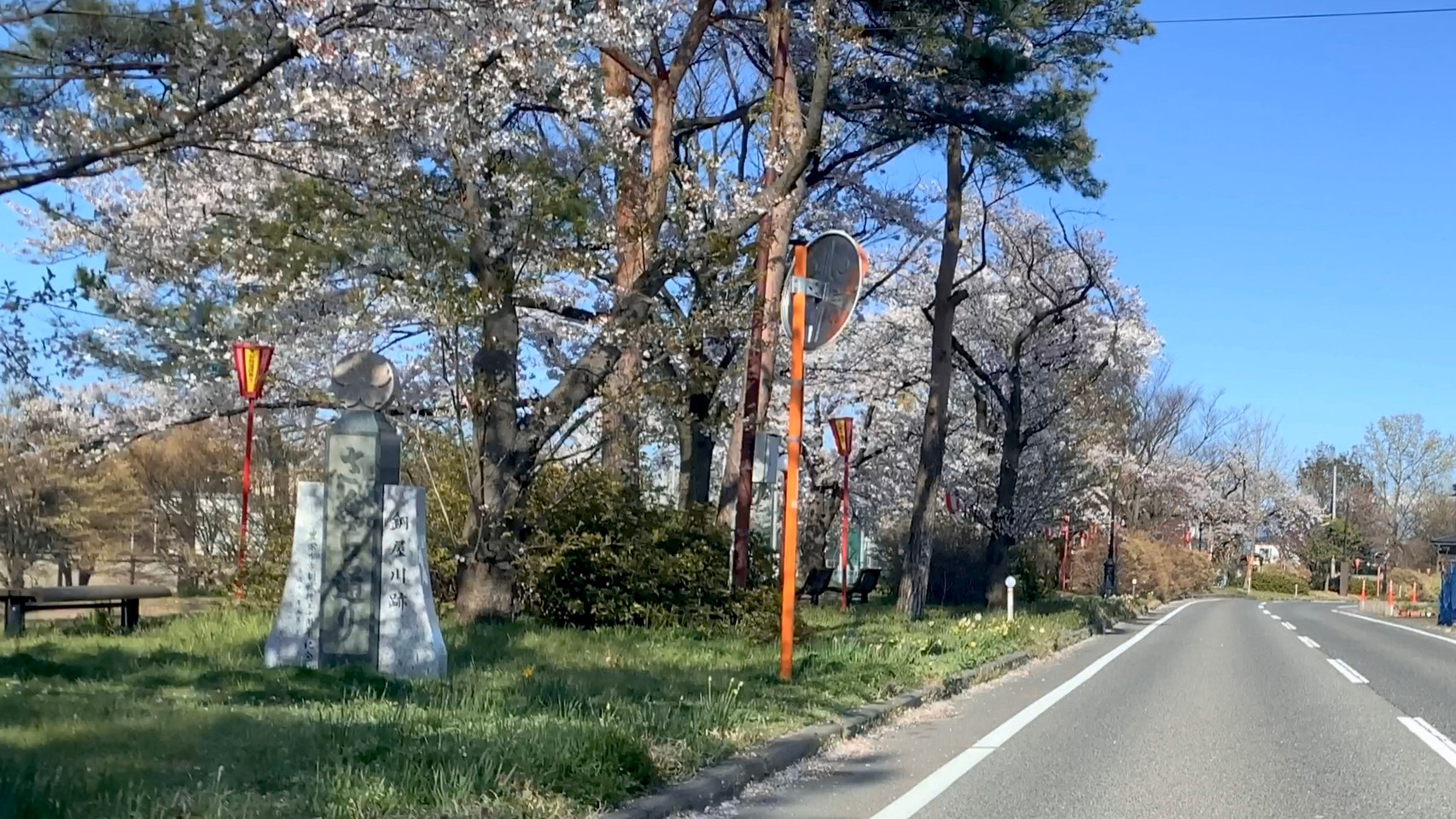
葛塚東部緑道・銅屋川跡さくら通り

公園
- 阿賀野川公園
- 水の公園福島潟
- 新潟市海辺の森
- 太夫浜運動公園
- 濁川公園
- 濁川自然生態観察園
- 葛塚東部緑道

海水浴場
- 島見浜海水浴場

## 歴史
明治の大合併以降、この地域に新潟空港周辺部を含めた一帯は北蒲原郡西部郷（7ヶ町村）と呼ばれていた。そのため昭和の大合併時には、県の指針としては1市町村になるべきとしていた。
しかし、阿賀野川の両岸に村域を有していた松ヶ崎濱村（松浜地区）は新潟飛行場を抱えており、新潟市に近いということもあり、早期から新潟市への編入で動いていた。そこで残り6ヶ町村の北側（濁川村・木崎村・南浜村）と南側（岡方村・長浦村・葛塚町）の2自治体とする合併案も出たが、結果的には濁川村・南浜村も新潟市への編入、残り4町村は新設合併をして豊栄町（その後市制施行し豊栄市）となっていた。
以上の背景もあり、ほぼ全域が阿賀北地域であったにもかかわらず、松浜地区は新潟市編入のかなり前より、また濁川・南浜の両地区は新潟市編入後、阿賀北地域との繋がりが薄れていった。また豊栄地区に関しては、昭和の大合併後、市制施行までの15年間は北蒲原郡に所属し続けていたこともあり、新発田市などの阿賀北地域との関連も保っていたが、高度経済成長以後は新潟市のベッドタウンとして宅地化が進んだため、生活圏は次第に新潟市へと移っていった。なお、合併以前の豊栄市は、普通科の高等学校区はその流れもあり「新発田・村上学区」に属していた。合併に際して豊栄地区は2006年度入学者から新潟学区に変更された。その後の2008年度入学者からは新潟県は全県一学区に移行し、学区制は撤廃された。
ちなみに、2014年11月の時点で不動産登記は北地区が新潟地方法務局であるのに対して、豊栄地区はまだ新発田支局のままである。
政令市移行前
- 2005年3月21日 - 豊栄市が新潟市に編入。
- 2005年12月22日 - 23日 - 新潟大停電。

政令市移行後
- 2007年4月1日 - 新潟市の政令指定都市移行に伴い北区が設置される。
- 2021年2月1日 - 区役所を現在地へ移転。

## 人口
- 2010年 77,621
- 2015年 76,328

## 行政機関
| 旧北区役所（旧豊栄市役所）本館。1962年使用開始。 |  | 旧本館（右）と1994年増築の旧新館（左）。 |
| 旧北区役所（旧豊栄市役所）本館。1962年使用開始。 |  | 旧本館（右）と1994年増築の旧新館（左）。 |

### 市の機関
北区役所は豊栄地区公民館とともに2021年（令和3年）2月1日に新庁舎に移転した。
- 新潟市北区役所
  - 北出張所
  - 南浜連絡所
  - 濁川連絡所
  - 早通連絡所
- 新潟東港地域水道用水供給企業団（県、新潟市、聖籠町、新発田市による一部事務組合）
  - 東港浄水場（笹山）

### 県の機関
- 新潟県農地部
  - 新井郷川排水機場（濁川大字大島）

### 国の機関
- 財務省東京税関新潟税関支署東港出張所
- 農林水産省北陸農政局新潟農政事務所阿賀野川右岸農業水利事業所

## 経済

### 第一次産業

#### 農業
豊栄地区、北地区とも市街地・住宅地・集落の外郭部はその大部分が水田で占められており、稲作が盛んである。
豊栄地区と北地区の濁川地域はトマトの栽培が特に盛んで、北区内の生産量は県内総生産量の約6割を占める。豊栄は1973年（昭和48年）に国の指定産地に認定され、現在は主に「桃太郎」を生産している。濁川では国内でいち早く節水栽培に取り組むなど生産技術の高さがあり、主に「麗容」を生産している。
また豊栄地区はナスの栽培も盛んで、特に豊栄独特の特大の長ナス「やきなす」は地区の特産品として知られる。北地区のうち南浜地区は砂丘地であることからスイカ、メロンなどの栽培が盛んである。

#### 漁業
- 松浜漁港[29]
- 新潟東港 南浜地区[30]

### 第二次産業
製造業（区内に拠点を置く主な企業）
- ナミックス本社

- 三幸製菓 本社工場（新崎二丁目）米菓

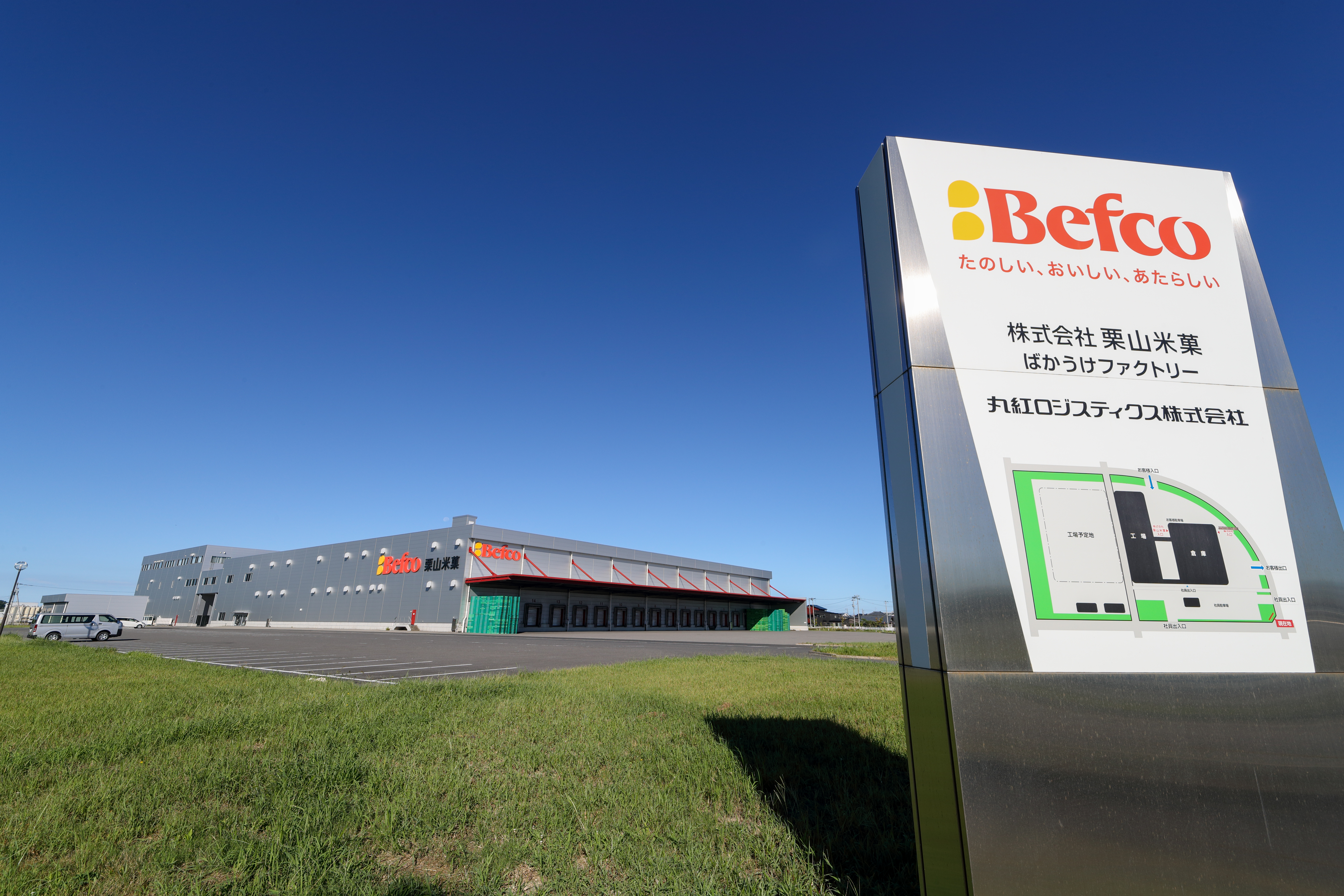
栗山米菓 ばかうけファクトリー

- 栗山米菓 グループ本社・新潟せんべい王国（新崎）、ばかうけファクトリー（西名目所）米菓
- セイヒョー 本社工場など（島見町、木崎）製氷・菓子・氷菓（「もも太郎」「ビバオール」など）・冷凍食品他
- 一正蒲鉾 東港工場（白勢町字上大曲）かまぼこ・惣菜他
- 三菱ガス化学 新潟工場（松浜町）メタノール・アンモニア・天然ガス系化学製品等
- 日軽新潟 本社（太郎代）
- 小野田化学工業 新潟工場（太郎代）
- 新潟吉野石膏 本社・工場（太郎代）
- 日本海洋石油資源開発 事業所（太郎代）
- 北日本建材リース 本社（太郎代）

## 治安
- 新潟北警察署
  - 豊栄駅前交番
  - 早通駅前交番
  - 松浜交番
  - 岡方駐在所
  - 島見駐在所
  - 笹山駐在所
  - 長場駐在所

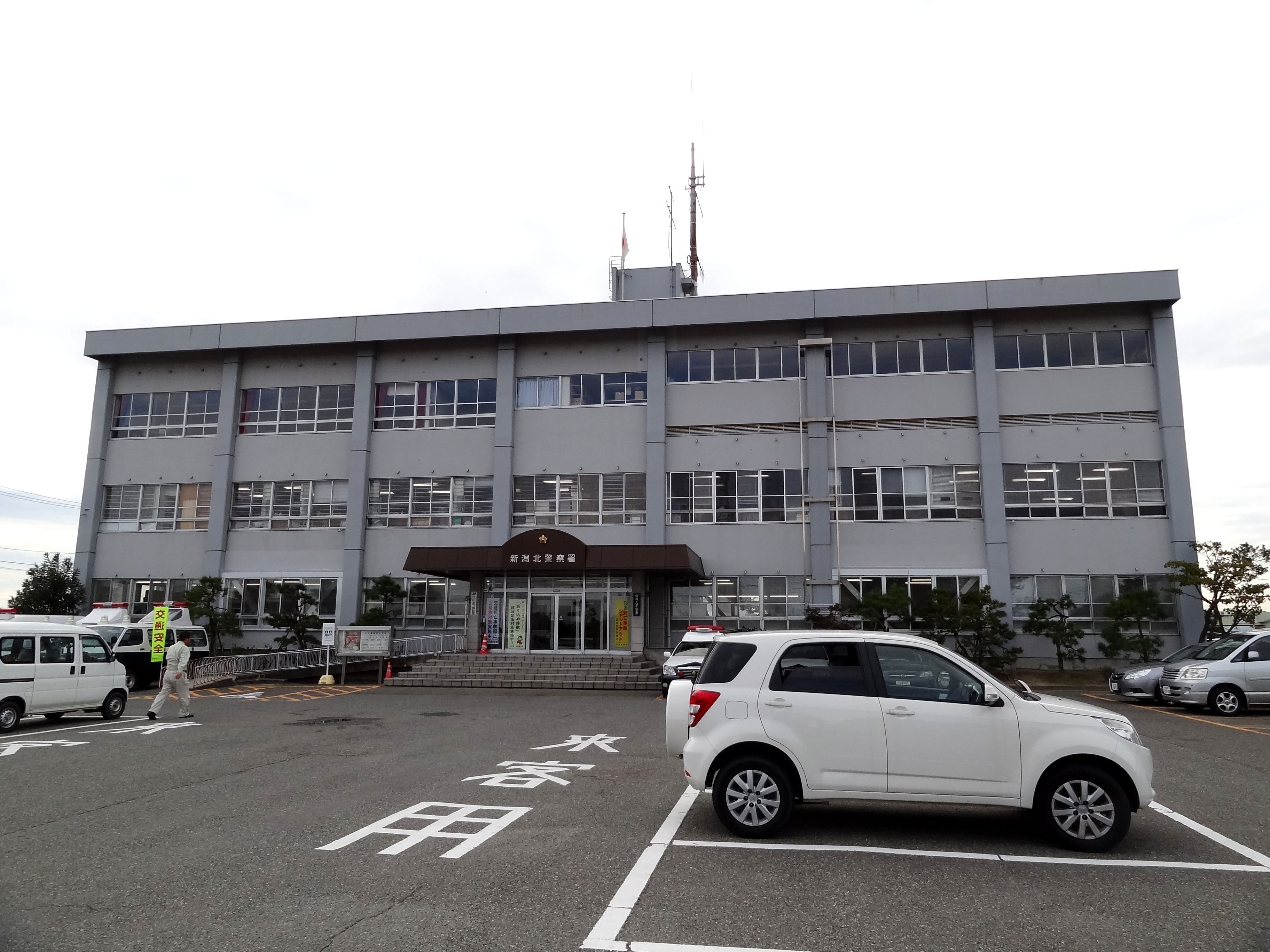
新潟北警察署

    - 所轄地域は北区全域と、聖籠町の東港地区。

## 防災
- 新潟市北消防署
  - 松浜出張所

## 社会基盤
- 東北電力（電気）
- 北陸ガス（都市ガス）

### 郵便
日本郵政グループ

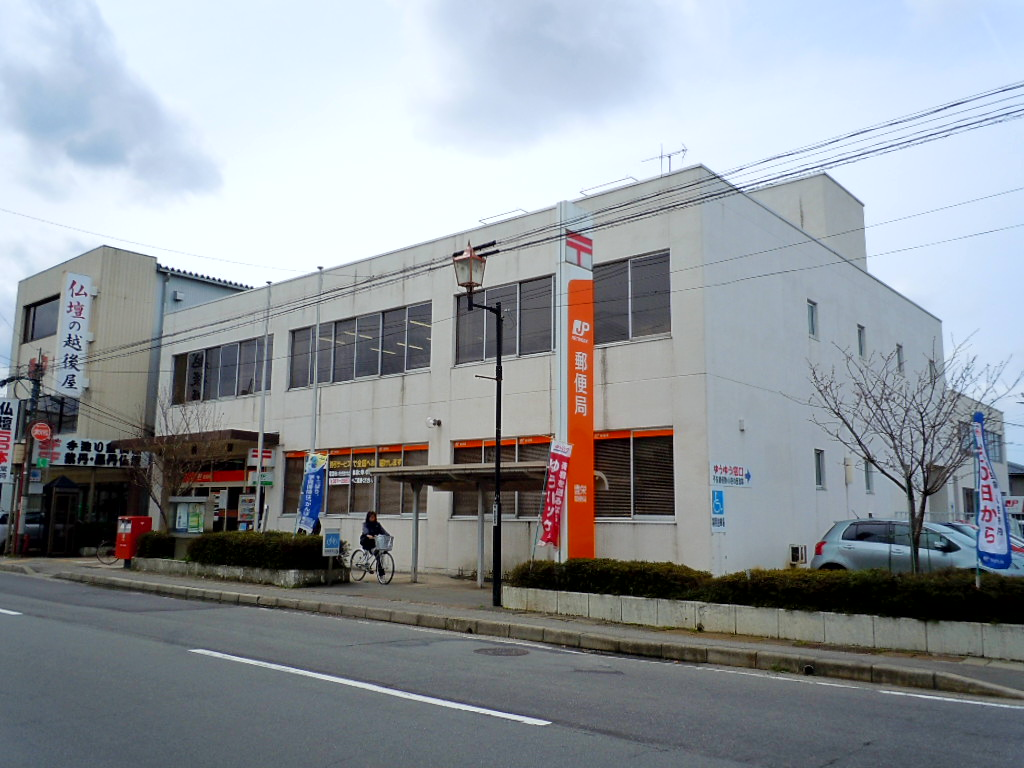
豊栄郵便局

- 豊栄郵便局（白新町三丁目：集配局・ゆうゆう窓口あり）
- 豊栄早通郵便局（早通南一丁目）
- 岡方郵便局（長戸呂）
- 長浦郵便局（長場）
- 木崎郵便局（内島見）
- 三ッ森簡易郵便局（森下）
- 黒山簡易郵便局（太田）
- 松浜郵便局（松浜四丁目：集配局・ゆうゆう窓口なし）
- 太郎代郵便局（太郎代字上浜山）
- 新崎駅前郵便局（新崎三丁目）
- 南浜簡易郵便局（島見町）

### 水道
- 新潟市水道局
  - 内島見配水場（木崎）
  - 南浜配水場（太夫浜）
    - 区内の浄水場は1箇所。東港浄水場は区内のほぼ全域と東区藤見・下山地区の一部、聖籠町、新発田市紫雲寺地区に上水道を供給している。また東港の工業地域や船舶に上水道を供給する役割も担っている。なお、十二前には阿賀野市から配水が行われている。
    - この他、かつて豊栄地区（岡方地域）の長戸呂に長戸呂浄水場があった。豊栄地区南部（岡方・長浦の全域と葛塚・早通の各一部）に上水道を供給していたが、老朽化のため2008年3月6日と13日に送水系統の統廃合を実施し、廃止された。

### 清掃
- 豊栄郷清掃施設処理組合（新潟市、聖籠町による一部事務組合）
  - 豊栄環境センター（浦ノ入）
    - 北地区の環境衛生事務は地区により管轄が異なる。
    - このうち豊栄地区は、廃棄物処理は新潟市と聖籠町によって構成される同組合が行っている（分別方法や有料指定袋は両市町で異なる）。また、し尿処理と火葬は新潟市と阿賀野市により構成される阿賀北広域組合が行っており、同市下条の施設で事務が行われている。
    - なお、北地区と十二前の廃棄物・し尿処理は江南区の亀田清掃センターと舞平処理場で行われており、火葬は北地区が西区の青山斎場、十二前は江南区の亀田斎場で行われる。

## 医療

### 病院
区内の主な病院は下記の通り。
- JA新潟厚生連豊栄病院（石動一丁目、救急指定病院）
- 新潟リハビリテーション病院（木崎字切尾山）
- 松浜病院（松浜町）
- 南浜病院（島見町）

### 区の取り組み
- 2017年から、認知症の早期発見につなげようと、区独自の「もの忘れ検診」がスタートした。特定検診に合わせて65歳以上の区民希望者に実施する[31]。

## 教育

### 学校教育
大学
| - 新潟医療福祉大学 | - 新潟食料農業大学 |

高等学校
| - 新潟県立豊栄高等学校 | - 敬和学園高等学校 |

中学校
| - 新潟市立岡方中学校 - 新潟市立木崎中学校 - 新潟市立葛塚中学校 - 新潟市立光晴中学校 | - 新潟市立濁川中学校 - 新潟市立早通中学校 - 新潟市立松浜中学校 - 新潟市立南浜中学校 |

小学校
| - 新潟市立岡方第一小学校 - 新潟市立岡方第二小学校 - 新潟市立木崎小学校 - 新潟市立葛塚小学校 - 新潟市立葛塚東小学校 | - 新潟市立太夫浜小学校 - 新潟市立濁川小学校 - 新潟市立早通南小学校 - 新潟市立松浜小学校 - 新潟市立南浜小学校 |

### 社会教育
- 新潟市立豊栄図書館

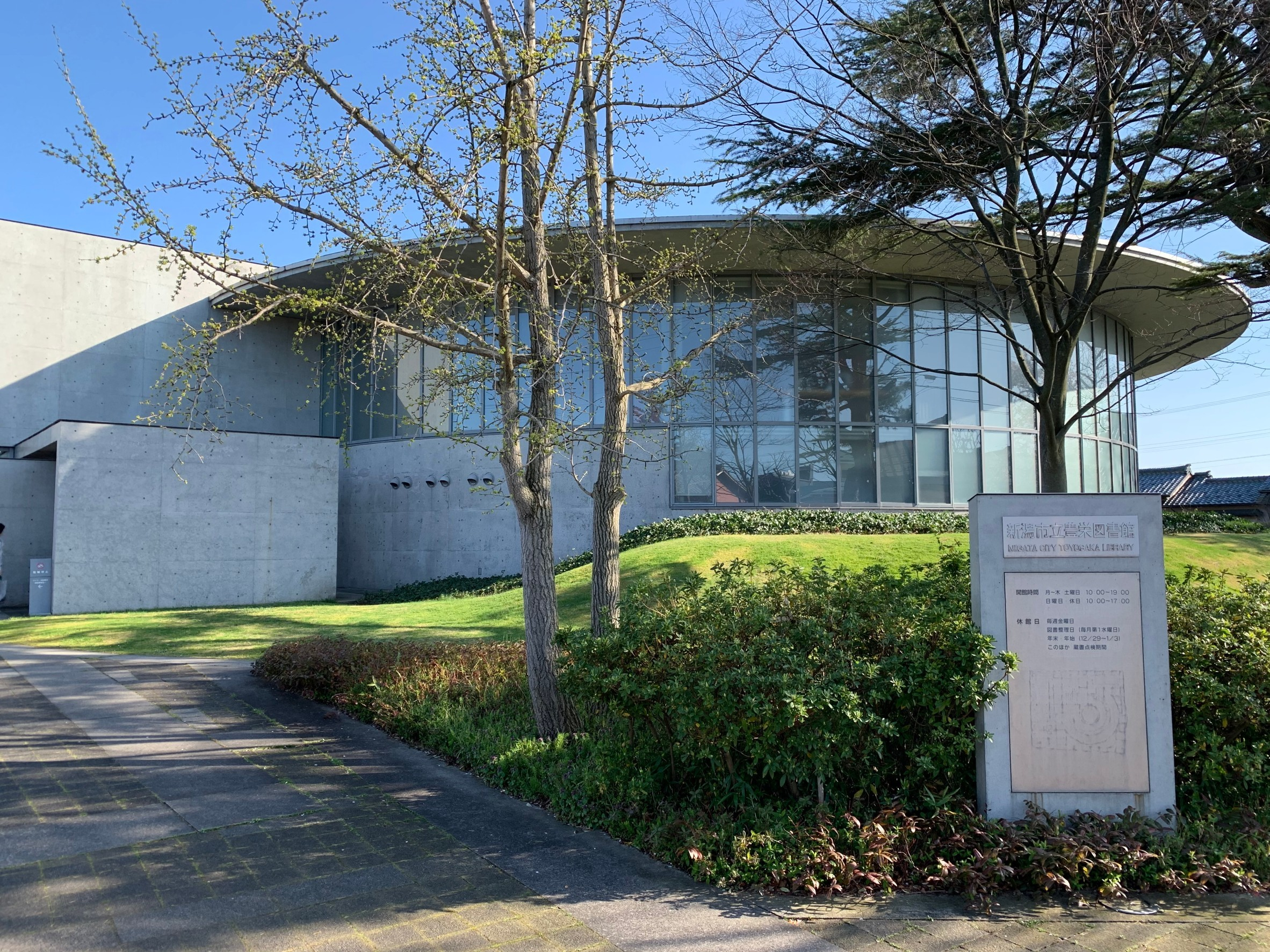
豊栄図書館

  - 安藤忠雄による設計。2000年オープン[32]。現在の葛塚中学校も同氏の設計である。
- 新潟市北区郷土博物館

## 文化・スポーツ
- 新潟市北区文化会館
- 新潟市豊栄総合体育館 - 1985年オープン[33]。
- 葛塚まつり

## 観光
名所・旧跡・観光スポット・祭事・催事

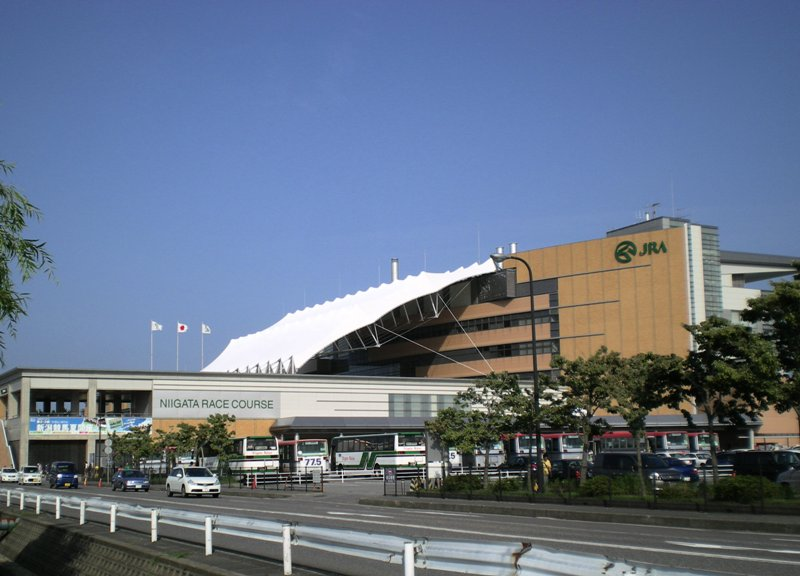
新潟競馬場
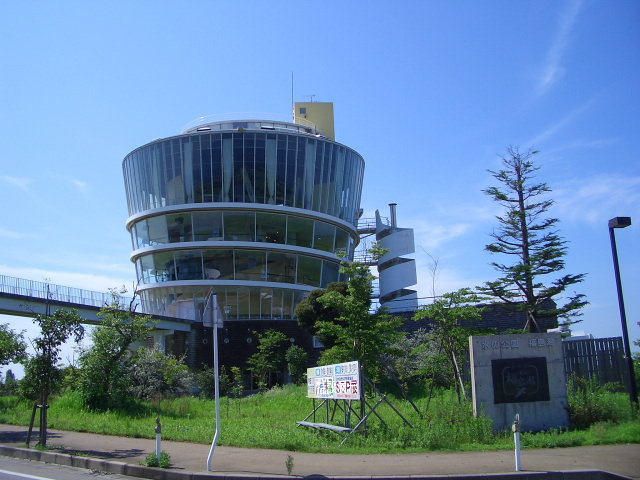
福島潟自然公園
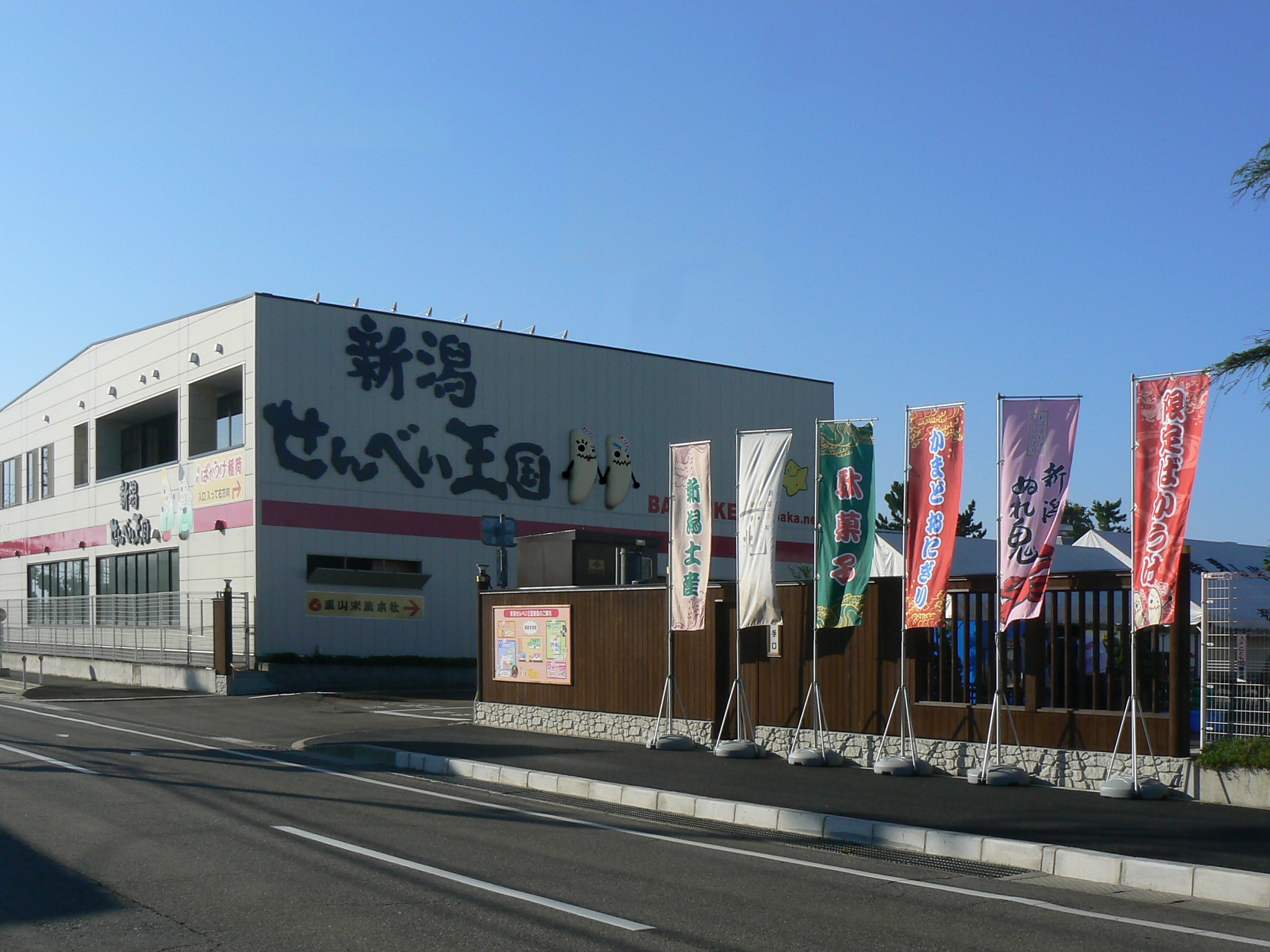
新潟せんべい王国
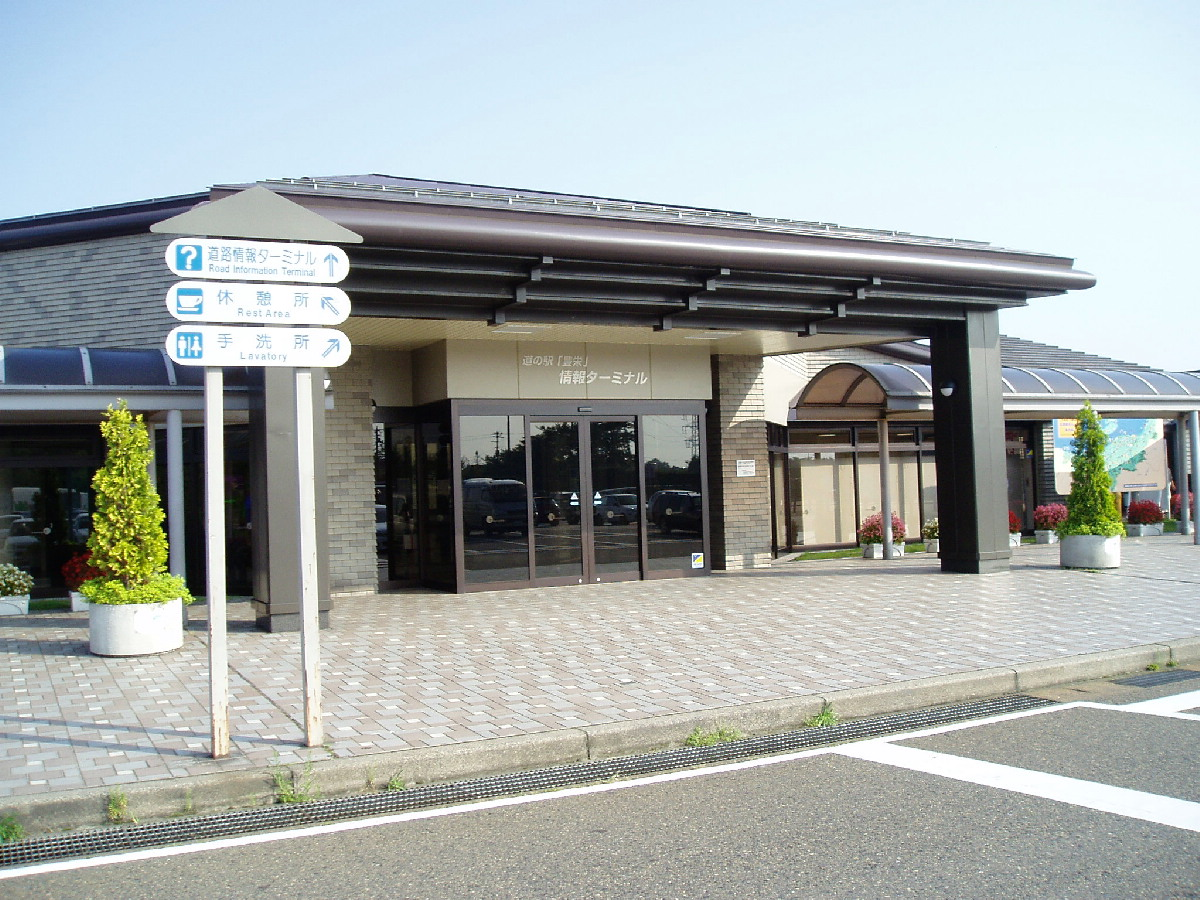
道の駅豊栄
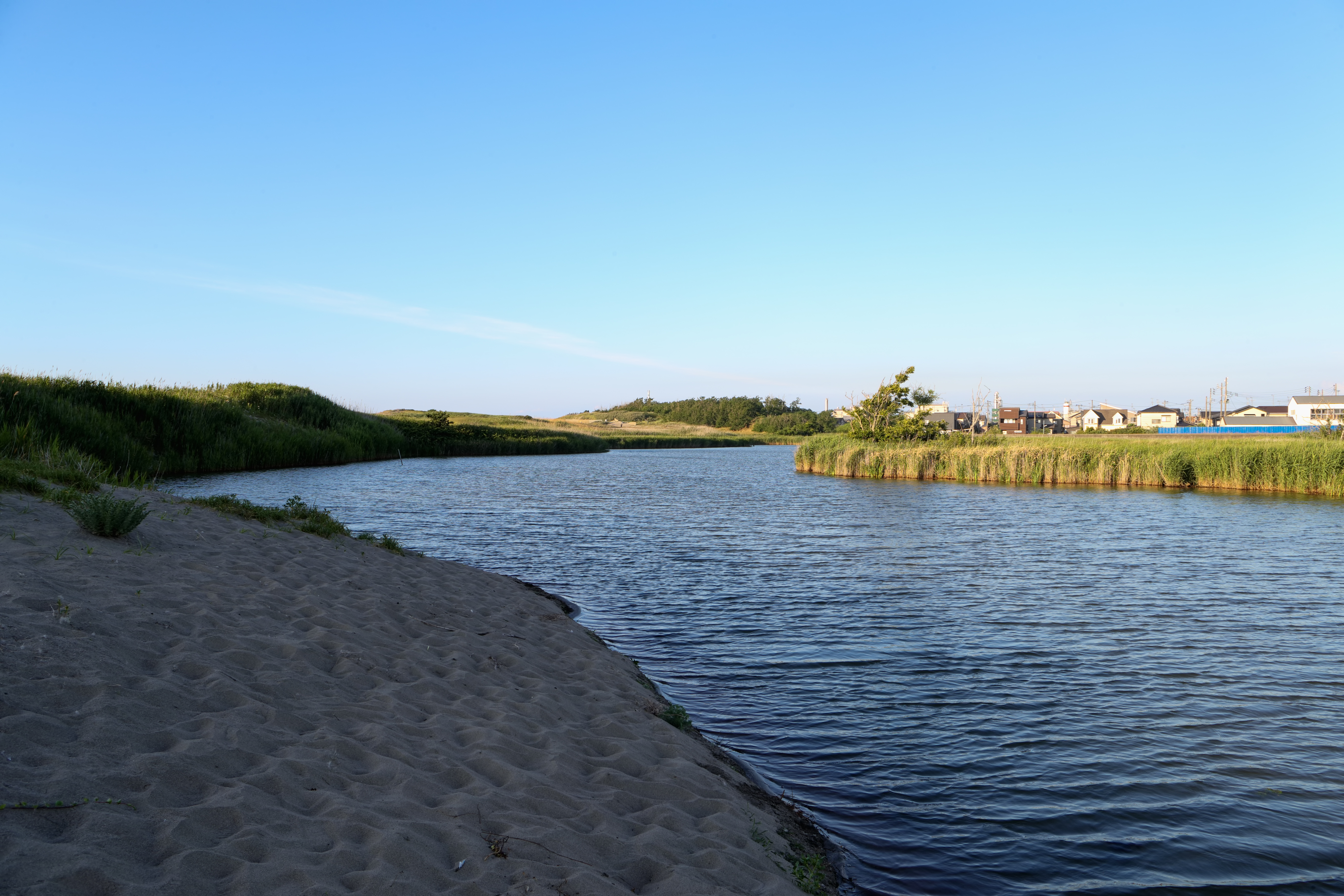
松浜の池
  - 新潟県立環境と人間のふれあい館（新潟水俣病資料館）
  - ビュー福島潟
  - 潟来亭
  - 遊水館
  - 菱風荘
- 新潟せんべい王国
- 道の駅豊栄
- 松浜の池（オニバスの北限）

- 新潟競馬場
- ビュー福島潟
- 新潟せんべい王国
- 道の駅豊栄
- 松浜の池

## 交通

### 鉄道
在来線
区域は東日本旅客鉄道（JR東日本）白新線の沿線となっており、区内には4つの駅がある。中心駅の豊栄駅は特急列車も停車し、新潟方面から同駅までは普通列車が20分間隔で運転されている。県有の貨物路線である黒山駅分岐新潟東港専用線（新潟東港鉄道）は、黒山駅から分岐して新潟東港の南西部に至る。
- 白新線
  - 新崎駅 - 早通駅 - 豊栄駅 - 黒山駅

### バス

#### 路線バス
北区内の路線バスは、新潟交通と同社の地域子会社である新潟交通観光バスが運行している。南浜地区の島見町、新潟東港工業団地内には新潟交通の新潟北部営業所があり、市内路線バスの運行拠点としている。
運行系統を大別すると、新潟市中心部から区北部の松浜・南浜方面へ向かう系統、市中心部から豊栄北部を経由して新発田市中心部方面に至る系統、主に新潟競馬場の開催日・場外発売日に合わせて運行される系統（一部平日のみ運行）、そして豊栄駅と新発田市豊浦地区の月岡温泉を結ぶ路線がある。
但し、これら新潟交通のバス路線網は区内を東西に横断するものがほとんどで、区内を南北に縦貫する路線は非常に脆弱。また、かつては豊栄中心部から黒山・佐々木を経由して新発田市中心部に至る路線や、岡方や長浦を経由して阿賀野市の京ヶ瀬・水原方面に至る路線もあったがいずれも不採算で廃止されている。
なお現在、先述の岡方・長浦など豊栄南部地区は鉄道・バスによる公共交通の空白域となっているため、事前登録の相乗り方式のタクシーによる自宅からのデマンド交通で補われている。
以下、ダイレクト便やモーニングライナーなどの特殊系統は省略した。詳細は各路線番号のリンクを参照。路線図や時刻表は「のりば・路線（新潟交通）」を参照。
- 北区北部（新潟市中心部から松浜・南浜方面）
  - E2 空港・松浜線
    - E20 新潟駅前 - 下山 - 松浜
    - E23 新潟駅前 - 下山 - 松浜 - 新潟競馬場
    - E24 新潟駅前 - 下山 - 松浜 - （島見町） - 北部営業所
    - E25 新潟駅前 - 下山 - 松浜 - 新潟医療福祉大学
    - E26 新潟駅前 - 下山 - 松浜橋 - 医療福祉大入口 - 島見浜 - 太郎代浜

- 北区中部（新潟市中心部から豊栄北部・新発田市方面）
  - E4 大形線
    - E44 万代シテイ - 新潟駅前 - 大形本町 - 新崎 - 新潟競馬場
    - E45 万代シテイ - 新潟駅前 - 大形本町 - 新崎団地前 - 早通駅前 - 豊栄駅前
    - E46 万代シテイ - 新潟駅前 - 大形本町 - 新崎 - 競馬場入口 - 新発田営業所 ※新潟交通観光バスが運行

- 新潟競馬場方面（豊栄駅北口発芋黒線は平日のみ、他は競馬開催・場外発売日のみ）
  - 芋黒 芋黒線
    - 豊栄駅北口 - 石動一丁目 - 芋黒 - 競馬場入口 - 木崎小グラウンド前 - 尾山ニュータウン - 競馬場北口 - 新潟医療福祉大学
    - 豊栄駅前  - ≪葛塚中央線≫ - 柳原団地前 - 芋黒 - 競馬場入口 - 新潟競馬場

  - （急行）新潟駅南口 - 新新バイパス - 新潟競馬場
  - 新発田営業所 - 競馬場入口 -  新潟競馬場

- 月岡温泉方面
  - （急行）豊栄駅前 - 月岡温泉

#### コミュニティバス
- 北区区バス
- 北区住民バス「おらってのバス」

豊栄地区コミュニティバスに関する問題
この他、北区豊栄地区には地区内5地域のコミュニティ協議会ごとに市所有のマイクロバス（28人乗り）が各1台あり、同地区ではこれを「コミュニティバス」と称している。 2000年から2002年にかけて旧豊栄市が中学校区ごと5地域（葛塚、早通、木崎、岡方、長浦）に配置したもので、人件費や維持費は市・区が負担している。しかし定期路線を運行しているわけではなく、地域コミュニティ協議会とその構成団体、校区内の小中学校などがグループ活動を行う場合に限って区が車両を貸し出す、いわば「市営の貸切バス」に近いものである。また当該地域以外の住民は基本的に利用する事ができず、公共性は薄い。このため上述の区バスのような、いわゆる一般的な「コミュニティバス」の定義からは逸れたものである。
また、これまでには「利用は地域活動に限定する」という規定を逸脱し、自治会内の温泉旅行などレジャー目的でバスを利用するケースが多々あった事から、区は2007年4月からレジャーでの利用を禁止し、1回の運行距離も往復150 km以内に制限するなど運行条件を厳格化した。さらには車両も既に導入から7年を経過しており、老朽化も懸念されている。豊栄地区内では「（旧新潟市域の）北地区でもコミュニティバスを使えるようにすべき」と存続に危機感を募らせているが、他の行政区からは「北区、それも豊栄だけが自由にバスを使えるのは不公平ではないか」という厳しい意見が寄せられている。
なお2007年5月に行われた市長と市民による公聴会で、篠田昭市長は「コミバス事業は合併協議で継続する事が決まっているので、豊栄地区では当面現状を維持するが、北地区や他の行政区での導入は考えていない。北陸信越運輸局からも“バス本来の目的を逸脱した利用方法は問題になる恐れがある”と指摘を受けている。また行政としては、公共交通を維持する必要性から新潟交通を支援していかなければならないのに、コミバスはむしろその動きに逆行している」として、最終的には全面廃止する方向である旨を示唆している。
- 新潟市北区豊栄地区コミュニティバス管理運行要綱（新潟市）PDFファイル

#### 高速バス
後述の日本海東北自動車道・葛塚BSには、新潟 - 山形線が停車する。

### レンタサイクル

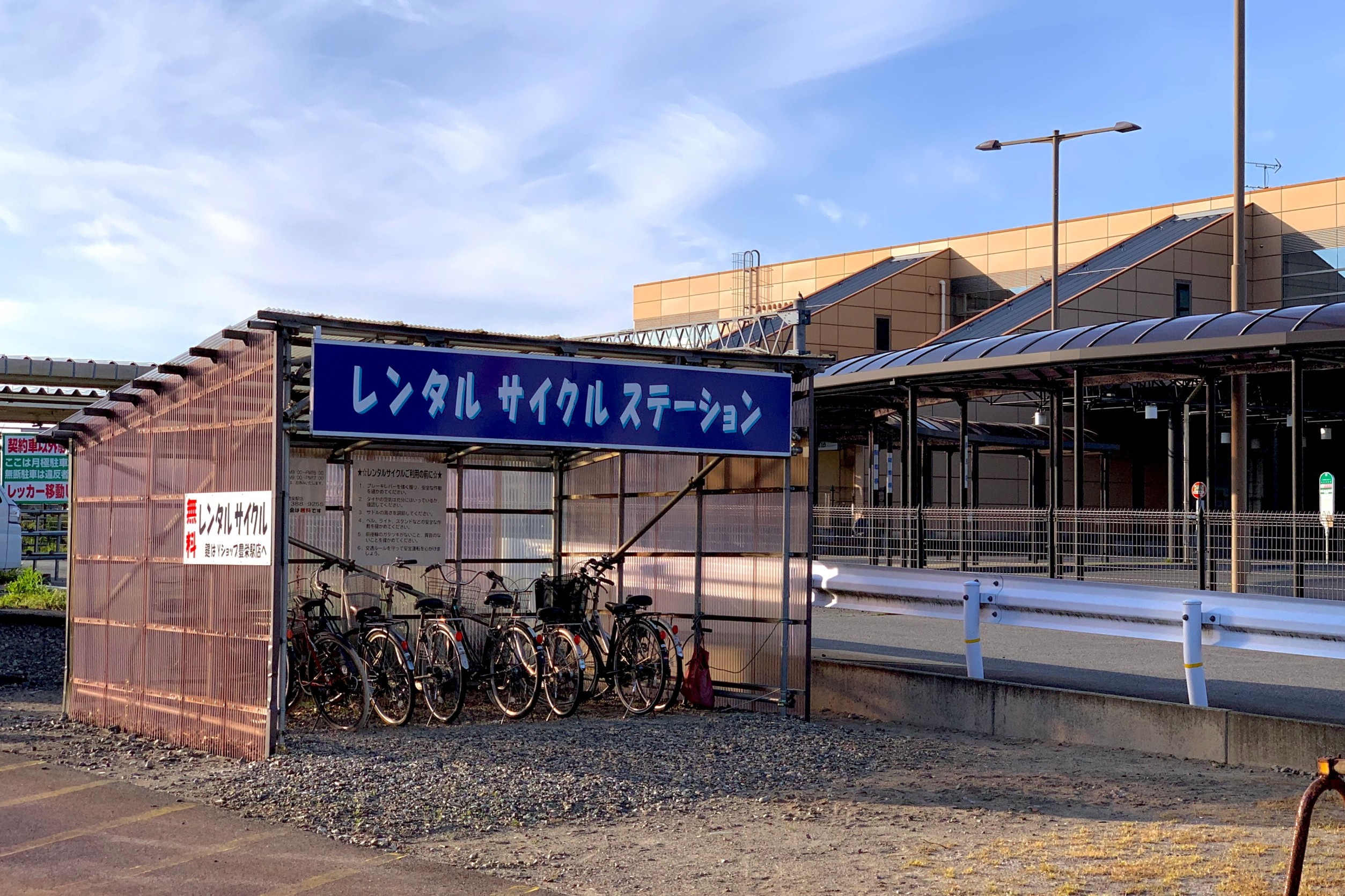
豊栄駅の無料レンタサイクル（2020年5月）

豊栄駅で無料レンタサイクルの貸出が行われている

### 道路

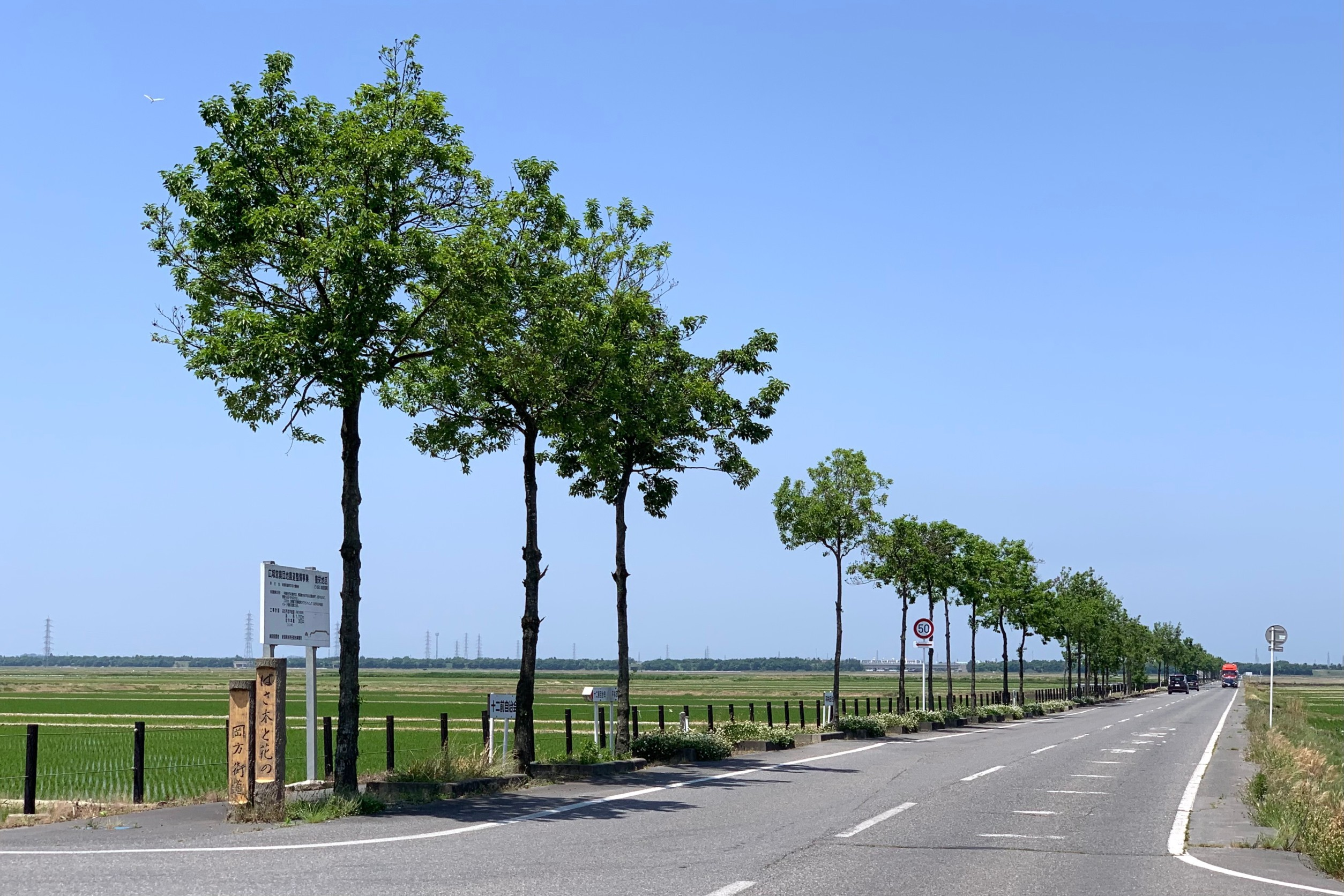
広域農道・はさ木と花の岡方街道（2020年6月）

#### 高速道路
- 日本海東北自動車道
  - 豊栄SA - 葛塚BS - 豊栄新潟東港IC

#### 国道
区北部を東西に貫く国道7号新新バイパスは、土盛の連続立体交差方式となっている。
- 国道7号
  - 新新バイパス
    - 濁川IC - 競馬場IC - 豊栄IC - 道の駅豊栄
- 国道113号
  - 国道345号（区内区間国道113号重複）

#### 県道
主要地方道
- 新潟県道3号新潟新発田村上線
- 新潟県道15号新潟長浦水原線
- 新潟県道17号新潟村松三川線
- 新潟県道26号新発田豊栄線
- 新潟県道27号新潟安田線
- 新潟県道46号新潟中央環状線
- 新潟県道55号新潟五泉間瀬線

その他の県道
- 新潟県道158号島見豊栄線
- 新潟県道204号島見新発田線
- 新潟県道264号豊栄天王線
- 新潟県道324号豊栄太夫浜線
- 新潟県道352号新崎停車場線
- 新潟県道398号島見濁川線

### 港湾
新潟東港

北区域にはガントリークレーンが3基設置されている。

### 区内の地図
- 北区のお宝ものがたり・北区のお宝マップ（新潟市北区）
- 新潟市交通マップ（新潟市）